# Llaima
Le mont Llaima est un volcan situé dans la région d'Araucanie, au Chili. De forme conique relativement régulière et symétrique, il est classé dans la catégorie des stratovolcans. Il s'élève à une altitude de 3 125 mètres. Il est situé dans la zone de précordillère de La Frontera.
Le Llaima est considéré comme l'un des volcans les plus actifs du pays et de l'Amérique du sud. Son activité est attestée depuis le XVIIe siècle et consiste en des séries distinctes d'explosions de puissance modérée, parfois accompagnées de coulées de lave. Il a compté pas moins de 23 épisodes d'activité volcanique pendant le XXe siècle, dont le dernier important a lieu en 1994. Le 1er janvier 2008, il entre en éruption à 18 h 20 (heure locale) ; il s'agit de sa première éruption du XXIe siècle.
Le mont Llaima est situé à l'intérieur du parc national Conguillío, célèbre pour ses bois d'araucarias, lesquels encerclent les nombreuses scories présentes autour du cône volcanique. La beauté paysagère des environs du Llaima a contribué à développer le tourisme dans la zone. Sur son versant occidental se trouve la station de ski Las Araucarias.

## Toponymie
Le volcan Llaima a été connu successivement sous plusieurs noms. Il est longtemps connu sous le nom de Chañel (« doigt » en mapudungun, la langue du peuple mapuche), en raison de son altitude et de sa forme pointue. Au cours de la période coloniale espagnole, il a également été nommé Imperial en raison de sa proximité avec la ville de Carahue dont l'ancien nom était La Imperial.
Lors de l'éruption de 1876, quelque 8 000 km3 de magma et de flux pyroclastiques sont expulsés. On en retrouve des traces jusqu'à 9 000 kilomètres de distance. On estime que l'altitude du volcan a progressé de 30 à 50 mètres lors de cette éruption. Le cône sommital s'effondre, sa morphologie change et le volcan se voit attribuer un nouveau nom, Llaima, qui signifie « fossé » ou « vidange » en mapudungun, changement de nom dû à l'apparition d'une grande fissure à proximité du cratère. Il existe d'autres interprétations sur sa signification puisque, selon d'autres traductions, llaima signifie « veines de sang » ou « veuf ».

## Géographie

### Situation
Le volcan Llaima est situé sur les communes de Melipeuco et de Vilcún, dans la province de Cautín ; ses pentes septentrionales s'étendent jusqu'à la commune de Curacautín dans la province de Malleco, dans la région de l'Araucanie. C'est l'un des sommets qui délimitent le versant occidental de la cordillère Principale des Andes. Le volcan est situé dans le parc national Conguillío, administré par la CONAF.

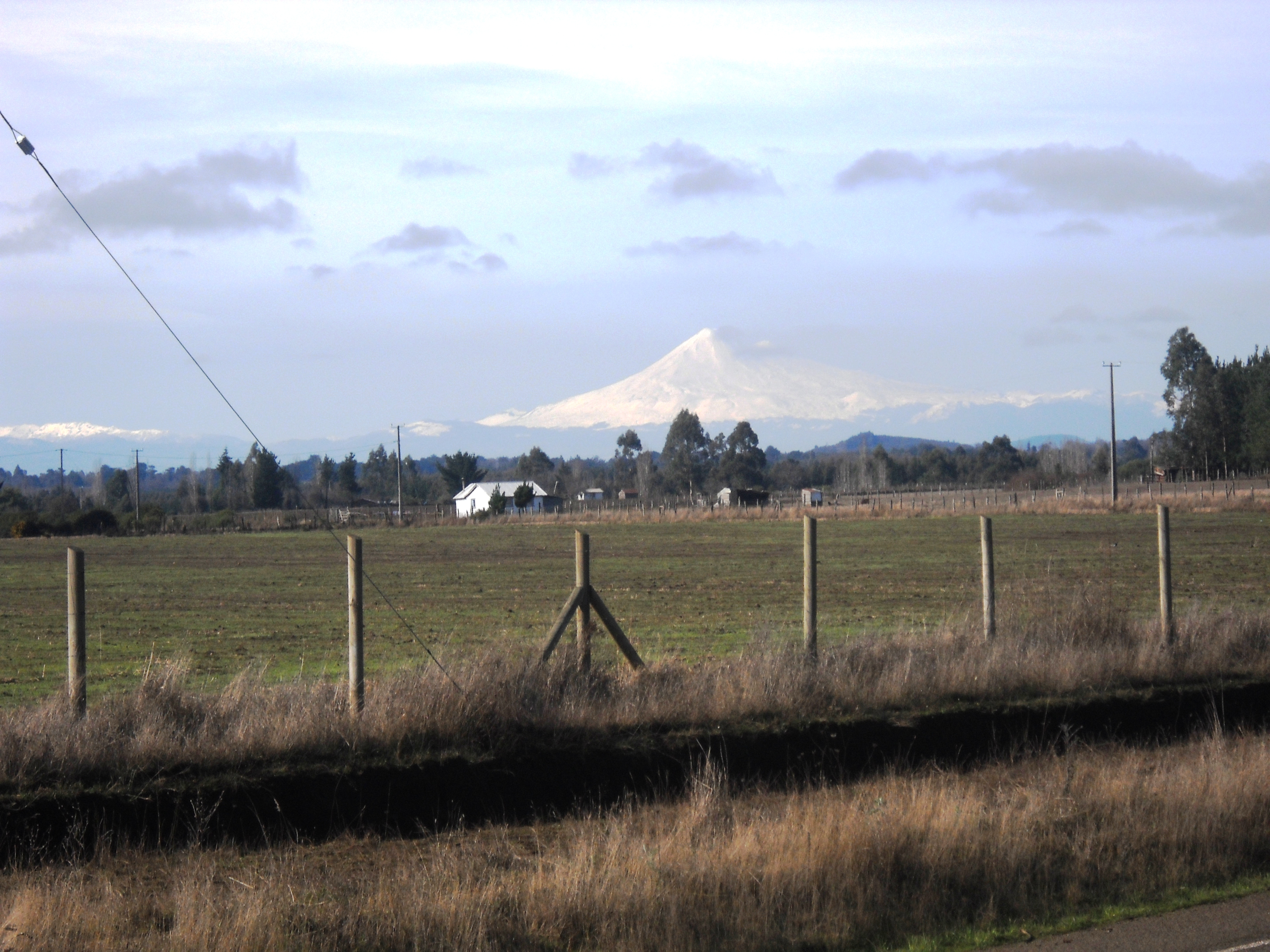
Vue du volcan Llaima depuis les abords de la ville de Galvarino.

Le Llaima est situé à 70 km au nord-est de la ville de Temuco, la capitale régionale, d'où il est visible, et à 650 km au sud-sud-est de Santiago du Chili. Au pied du volcan se trouvent les villes et localités touristiques de Curacautín, Cherquenco et Melipeuco. L'accès au volcan peut se faire principalement par trois routes, depuis la route panaméricaine jusqu'à Curacautín au nord-est du volcan, par Victoria ou Lautaro, depuis la route panaméricaine par Cajón jusqu'à Cherquenco à l'ouest du Llaima, et depuis Temuco jusqu'à Melipeuco, pour accéder au secteur sud du volcan. Les routes de Curacautín et Melipeuco correspondent aux routes internationales qui relient la région à l'Argentine par les cols de Pino Hachado (es) et Icalma, respectivement.

### Topographie

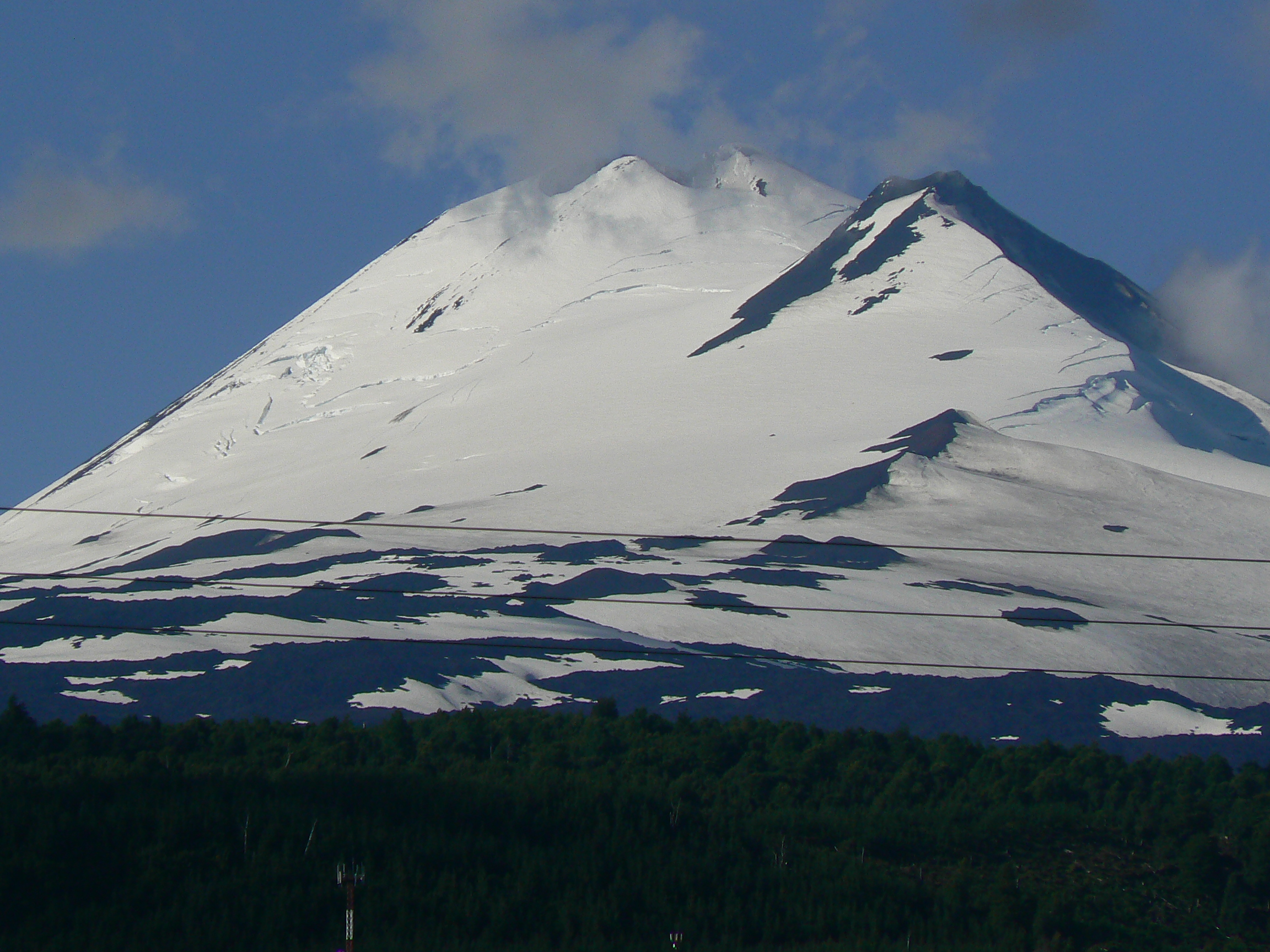
Vue des deux sommets du Llaima, entourés de fumerolles.

Le volcan Llaima est l'une des montagnes les plus importantes et volumineuses du secteur sud de la Cordillère des Andes, situé entre 37º et 46º de latitude sud. Le sommet s'élève à une altitude de 3 125 mètres, avec une proéminence de 1 819 m. La hauteur du cône volcanique est d'environ 2 400 m depuis sa base, où l'altitude est de 740 mètres.
Le sommet du Llaima est formé d'un sommet principal et d'un sommet secondaire nommé Pichillaima, distants d'un kilomètre. D'une altitude de 2 920 m environ, le Pichillaima est nettement moins accentué que le sommet septentrional, le sommet principal.
Le cratère du volcan se trouve sur le sommet principal, il mesure 350 mètres de diamètre. Des fumerolles s'en échappent en permanence, signe que le volcan est toujours actif. Sur le sommet méridional, se trouvent les restes d'un cône de scories emboîté dans un cône plus grand encore, lesquels s'ouvrent en direction du sud-est et laissent s'échapper des fumerolles légères.
Divers glaciers couvrent les versants occidentaux et orientaux. Le plus étendu se trouve sur le versant occidental et couvre une superficie de 19 km2. Sur le versant oriental, les quatre langues glaciaires présentes couvrent 10 km2. Une importante couche de matériel pyroclastique a recouvert la glace, en particulier dans le secteur oriental, ce qui a empêché en partie la fonte des glaciers. En hiver (de juillet à septembre dans l'hémisphère sud), la neige recouvre les pentes du volcans dès 1 000 mètres d'altitude.
Les eaux résultant de la fonte des glaces sont drainées par quelques ruisseaux mineurs qui se jettent dans les rivières Captrén, Quepe et Trufultruful. Les deux premières sont des affluents de la rivière Cautín et la dernière rejoint l'Allipén. Le cours du río Trufultruful est parsemé d'une série de lacs, formés par des amas de lave solidifiée, tels que le lac Verde, le lac Arcoíris et le lac Conguillío (es).
Le volcan Sierra Nevada est situé à proximité du Llaima.

## Histoire

### Histoire humaine
En raison de sa hauteur de culminance, le Llaima a joué un rôle important dans l'histoire de la région de La Frontera. Selon la tradition, le célèbre guerrier Calfucurá, conquistador des pampas argentines, serait né sur les pentes du Llaima. En 1883, pendant les campagnes militaires de l'occupation de l'Araucanie, les Forces armées chiliennes installent le Fuerte Llaima à proximité du volcan, avant qu'il soit déplacé à son emplacement actuel en 1887.
La première ascension connue est réalisée par les alpinistes Carlos et Augusto Rimbach, en 1909.

### Histoire volcanique

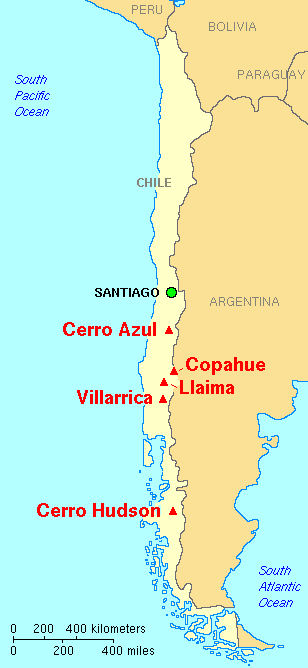
Principaux volcans actifs du Chili

Depuis 2003, un registre des éruptions du mont Llaima est tenu ; ce dernier recense 50 épisodes éruptifs de diverses magnitudes. Lors des trois premiers siècles ayant suivi la conquête du Chili (es) par l'empire espagnol, le volcan s'est toujours trouvé en territoire mapuche, resté indépendant. Aussi, les chroniques occidentales ne font mention que des éruptions les plus catastrophiques. Ces grandes événements, au cours desquels le Llaima est entré en éruption, parfois simultanément avec d'autres volcans de la région, sont également conservés dans la tradition orale du peuple mapuche, comme autant de désastres les ayant obligés à entreprendre des migrations.
Quatre grandes éruptions ont eu lieu pendant la période décrite :
- 1640 : éruption conjointe en même temps que les volcans Villarrica, Quetrupillán, Lanín et Mocho-Choshuenco ;
- 1750 : nouvelle éruption conjointe des cinq volcans, comme en 1640 ;
- 1765 : nouvelle éruption conjointe des cinq volcans ;
- 1790 : le Llaima entre en éruption, en même temps que le Villarrica, le Puyehue et l'Osorno.

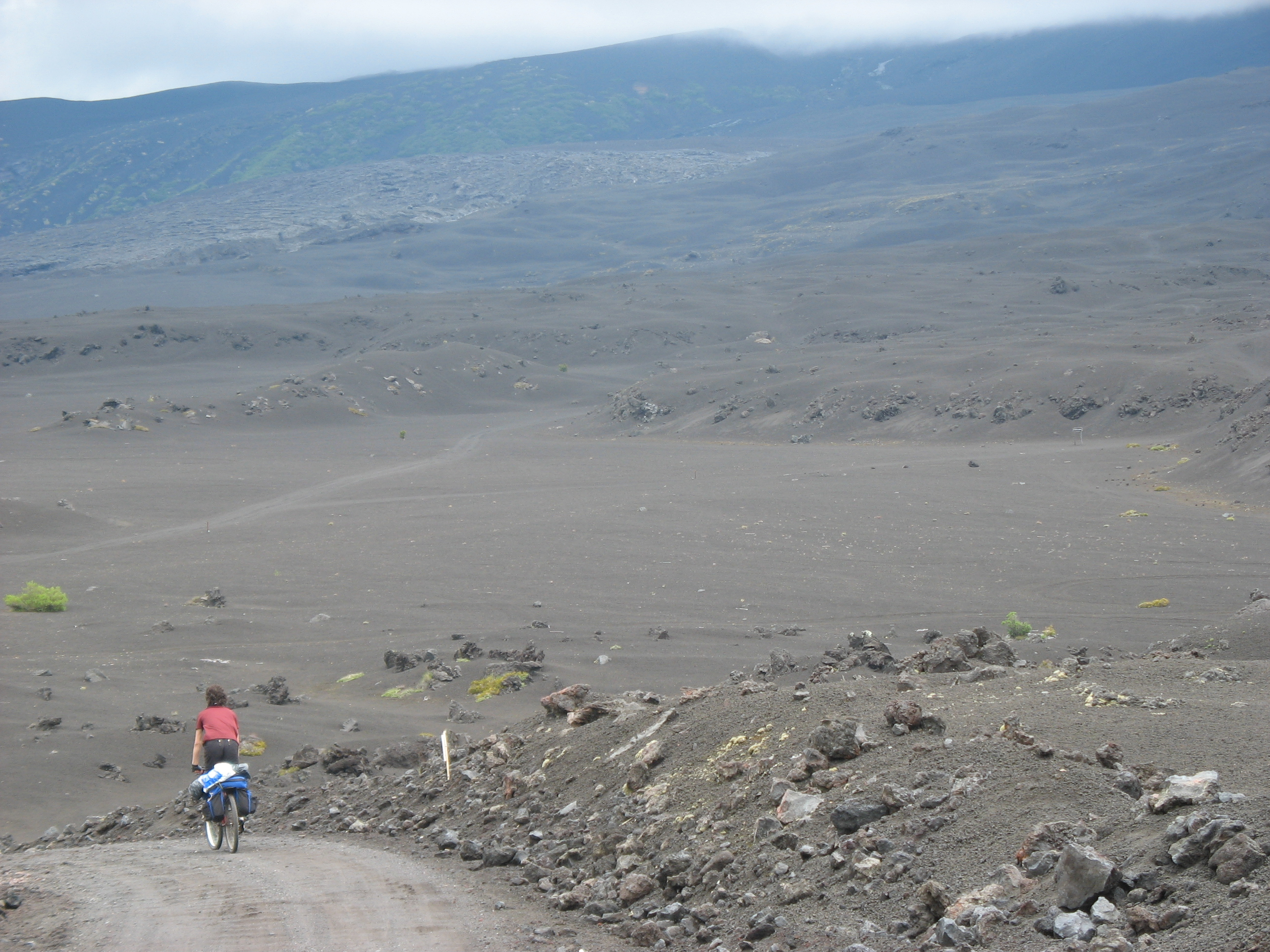
La cendre volcanique s'est accumulée sur les pentes du Llaima, à la suite de ses nombreuses éruptions.

À partir des premières campagnes militaires visant à occuper l'Araucanie, à la fin du XIXe siècle, l'activité volcanique du Llaima est mieux connue. En 1864, a lieu une éruption de type « vésuvienne ». En 1876, une éruption explosive, décrite précédemment, modifie complètement la morphologie du cône volcanique. Une nouvelle éruption a lieu le 24 juin 1887, obligeant le déplacement du Fuerte Llaima à une distance de 4 km, d'après les conseils des Mapuches peuplant les lieux.
Au XXe siècle, de nouvelles éruptions ont lieu le 1er mai 1903 et en février 1908. Lors de cette dernière, une avalanche cause la mort d'une femme qui se rendait à pied à Lonquimay. Les éruptions se succèdent en 1917, 1922, 1927, 1930 et 1937. Celle de 1937 cause la mort de deux personnes dans la localité de Santa María de Llaima. En 1941, une nouvelle éruption a lieu, suivie d'une autre importante en mars 1945 qui cause une avalanche dans le secteur de Cólico.
En janvier 1956, une éruption qui dure plus de 12 heures fait un mort et cause d'importants dégâts matériels dans les localités alentour. Des torrents de lave avancent sur plusieurs kilomètres pendant les éruptions des 18 et 19 février 1957, rendant plusieurs hectares de terre improductifs. Des événements éruptifs mineurs sont constatés en 1960, 1964, 1974, mai 1994 et entre le 9 et le 11 avril 2003. Entre mai et juin 2007, l'augmentation de l'activité volcanique a conduit l'ONEMI à décréter une « alerte jaune » dans la zone.

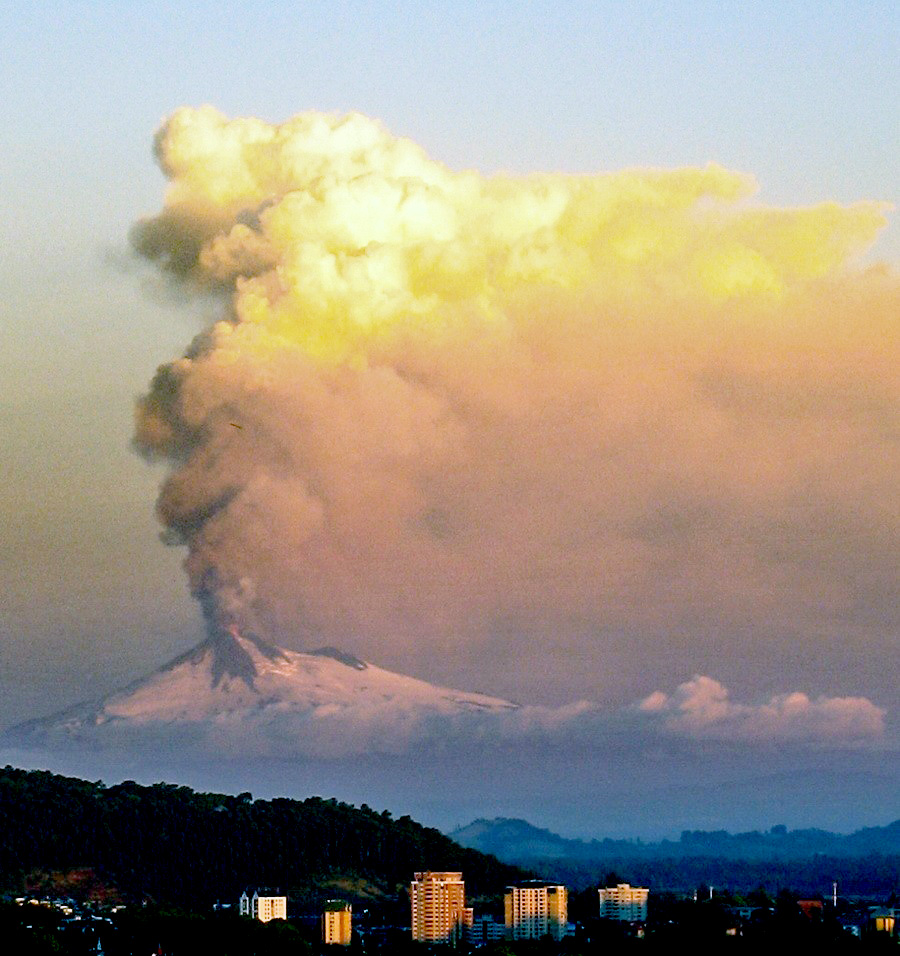
Colonne de cendres du volcan Llaima, visible depuis Temuco.

#### Éruption de 2008
Le 1er janvier 2008 en fin d'après-midi, le volcan a amorcé une nouvelle phase éruptive. Les premiers signes d'activité apparaissent vers 18 h (heure locale). Les autorités ordonnent l'évacuation de 140 touristes, ainsi que celle des fonctionnaires de la CONAF depuis le parc national de Conguillío, alors que certains habitants des localités de Melipeuco sont déplacés en direction de Cunco. Une coulée de lave de 600 mètres de long se déverse sur le versant oriental, en direction de la frontière argentine. Les fumerolles qui s'échappent du cratère sont alors visibles jusqu'à 250 kilomètres de distance. Un panache volcanique de 3 000 mètres de haut s'élève au-dessus du cratère. Des cendres volcaniques parviennent jusqu'à la ville de Zapala, dans la province de Neuquén en Argentine, obligeant à suspendre des vols prévus à l'aéroport international Presidente Perón (en).
L'éruption varie en intensité au cours des jours qui suivent, celle-ci décroît immédiatement avant de regagner en puissance la semaine suivante. L'éruption se poursuit jusqu'à la fin du mois de février, date à laquelle plus aucune trace d'activité n'est visible. Six mois plus tard, le 1er juillet, le Llaima montre à nouveau des signes d'activité, l'alerte jaune est déclenchée, avant d'être portée au niveau « rouge » le lendemain, 2 juillet, alors même que l'activité se réduisait peu à peu.

#### Éruption de 2009
Pendant toute l'année 2009, le volcan montre une activité faible mais continue, marquée par plusieurs éruptions pouvant durer plusieurs heures ou plusieurs jours. Aussi, l'alerte verte - niveau 2 est maintenue par l'OVDAS. Le volcan présente des émissions de vapeurs continues résultant d'un feu de lave dans le cratère du cône principal. Durant la première semaine de décembre 2009, l'alerte est portée au niveau jaune par ONEMI et le SERNAGEOMIN (OVDAS), à la suite d'une secousse enregistrée fin novembre. Celle-ci est alors interprétée comme le résultat de la remontée de flux de lave, augmentant la probabilité d'une éruption dans les semaines suivantes.

#### Activité sismique anormale à la suite du séisme de 2010
Après le séisme de 2010, le volcan a commencé à montrer des signes d'activité sismique anormale, caractérisée par des secousses de faible intensité d'une durée de 20 minutes, l'observatoire volcanologique des Andes du Sud ainsi que l'ONEMI décrètent une alerte jaune, et prédisent une possible reprise du cycle éruptif. Le volcan Villarrica montre également des signes d'activité anormale. Le 23 avril, la SERNAGEOMIN porte l'alerte jaune du niveau 3 au niveau 4, l'activité sismique augmentant en quantité et en intensité. Les spécialistes sont alors préoccupés car le cône sommital se trouve obstrué à 100 %, rendant la situation plus délicate, le risque étant que le volcan connaisse une éruption explosive d'une grande magnitude, au lieu d'une éruption strombolienne.

#### Fissure dans le cratère principal
Fin septembre 2011, des bruits souterrains sont enregistrés dans les localités environnantes et l'activité sismique reprend entraînant l'apparition d'une fissure dans le cratère principal. L'ONEMI écarte tout risque immédiat. Freddy Rivas, le directeur de l'ONEMI pour la région de l'Araucanie : « il n'y a pas de fissure, ce qu'il y a c'est une rupture dans la roche. Hier, nous avons enregistré un mouvement sismique d'une magnitude de 3,3 et, par la suite, il n'y a plus eu de mouvement »,.

## Impact culturel

### Dans la mythologie mapuche
Pour les Mapuches, le Llaima était — comme tous les volcans — un lieu à forte connotation surnaturelle, voire sacré. Dans la cosmovision mapuche, les entrailles et les caldeiras du Llaima sont régies par un esprit principal de la nature, un ngen, qui est tutélaire et propriétaire du volcan. Ce type de ngen est plus connu sous le nom de ngen-winkul ou esprit des volcans et des montagnes. À côté de cette présence tutélaire, une cour de pillanes habiterait dans le Llaima, des esprits mineurs comparés au ngen, mais relativement puissants.
Selon les témoignages recueillis par les anthropologues, le Llaima et les esprits qui l'habitent occupent une place particulière dans le cosmovision mapuche. Son symbolisme est clair : le Llaima est associé au Mal, alors que le Villarrica (Rucapillán en mapudungun) est considéré comme le « volcan du Bien ». Alors que le Villarrica inspire les rêves, le Llaima est la source des cauchemars et des mauvais augures.
Le Llaima possède un lien avec d'autres éléments associés symboliquement au Mal : la couleur rouge, le soleil, les météorites qui tombent du ciel (cherufe), le nord et avec une région cosmique nommée Minche Mapu, un inframonde négatif dans lequel habite un couple de dieux du Mal.

### Dans la tradition orale mapuche
Dans un passage situé au début du récit traditionnel mapuche de Curiñancu (l'aguilucho noir) et Chalwa (le saumon), le jeune Curiñancu, passe une saison initiatique sur les pentes du Llaima, après avoir été sauvé et recueilli par le puma (pangui). Curiñancu était tombé du ciel alors qu'il apprenait à voler. Après avoir été sauvé par le puma, Curiñancu décide de se convertir en un guerrier terrestre, il construit une forteresse de pierre à la base du volcan et se met à apprendre des autres animaux. Le crapaud lui enseigne le secret de son saut, le serpent, sa façon de se déplacer. L'araignée lui tisse un pantalon de guerrier. Dans sa solitude sur le mont Llaima, Cariñancu reprend des forces, jusqu'au jour où il est prêt à poursuivre son chemin qui devait le conduire à devenir un disciple du pic noir de Magellan (rere), et, finalement, à vivre des aventures avec le saumon.

### Dans la littérature
Dans son roman Umbral, l'auteur Juan Emar, qui vécut de longes périodes d'isolement dans la commune voisine de Vilcún, inclut un passage dans lequel son personnage Onofre Borneo s'introduit en enfer en passant par le cratère du mont Llaima. Borneo est accompagné au cours de ce voyage par un messager de l'enfer, un certain Palemón de Costamota. La narration surréaliste que fait Emar semble être une version revisitée du voyage aux enfers de Dante Alighieri, guidé par le Virgile, de la Divine Comédie.
Pablo Neruda se souvient, dans ses mémoires, Confieso que he vivido : « Puis vinrent les inondations, qui emportaient les populations là où les plus pauvres vivaient, à côté la rivière. La terre également tremblait, tremblait. D'autres fois, dans la cordillère surgissait un panache de lumière terrible : le volcan Llaima se réveillait. »
Le poète Jorge Teillier, dans un poème de son ouvrage Para un pueblo fantasma, invoque dans sa mémoire la présence menaçante du volcan :
| En castillan | Traduction française |
| --- | --- |
| Trasnochador empedernido Contemplo la luna igual a la de 1945 enrojecida por la erupción del Llaima. La misma que miraba desde la buhardilla mientras leía como ahora "Los miserables" y el Almanaque Hachette. | Noctambule invétéré Contemplez la lune identique à celle de 1945 Rougie par l'éruption du Llaima. La même que je regardais depuis le grenier Pendant que je lisais Les Misérables et l' Almanach Hachette. |

## Sports
La petite station de ski Las Araucarias est située sur les pentes occidentales du volcan.